# 久下恭平
久下 恭平（くげ きょうへい、1991年9月13日 - ）は、日本の俳優である。兵庫県明石市出身。株式会社クラウドカッター所属。

## 経歴

### 年譜
2012年
- 株式会社キティの所属となる。

2013年
- ワタナベエンターテインメントカレッジ卒業。

2015年
- 舞台『GRADUATION』にて初の主演を務める。

2017年
- ミュージカル「忍たま乱太郎」 にて鉢屋三郎役を務める。

2018年
- 東京ハイビーム×ベニバラ兎団合同企画『Selection Theater』にて初の独り芝居を上演。

2019年
- 株式会社キティを離れ、フリーに転身。

2020年
- スペースクラフト・エンタテインメント株式会社（現スペースクラフト・エージェンシー）の所属となる。
- 久下恭平1st DVD「七変く化」を発売。
- 「久下恭平めんばーずさいと」を開設。[1]

2023年
- 「久下恭平めんばーずさいと」を閉鎖。
- スペースクラフト・エージェンシー株式会社を離れ、フリーに転身。
- 「久下恭平 OFFICIAL SITE」を開設。[2]

2024年
- 株式会社クラウドカッターの所属となる。

2025年
- 初のプロデュース公演 舞台『なるべく派手な服を着る』を上演。

## 来歴
大学在籍時代は英語か国語の教師を志し、アルバイトで塾の講師をしていた。親しくなった塾生の父親と食事に行った際、偶然隣の席に座っていた芸能プロダクションの人に「君、今度、俳優養成所のオーディションがあるから、来てみないか？」と声をかけられる。当時は芸能界にまったく関心がなく、「交通費出すから東京おいでよ」という言葉に、「タダで東京行けるんだったらいいなあ」と東京観光を目当てにオーディションに参加した。
当日、俳優養成所の生徒達が「おはようございます！◯◯です！今日もよろしくお願いします！」と挨拶をし教室に入っていく光景に感銘を受け、「ここで２年間、ちゃんと無遅刻無欠席で通って卒業してみたい」と感じたという。その後オーディション合格を果たす。
入所後はクラスメイトのひとりと演劇ユニットを組み、自分たちで脚本から企画、美術、音響、照明、宣伝等行い公演していた。当時の経験から「自分たちでゼロを１にするっていう作業に、夢中になりました。演劇を作ること全部が好きになったんです。」と語っている。

## 人物
- 趣味は読書・映画鑑賞・ジョギング・電線の写真を撮ること。
- 特技は速読・サッカー（12年経験、ポジションはゴールキーパー）・素潜り（ダイビングライセンス）。[5]
- 2人の妹がいる。
- お酒が大好き。寒いのが苦手。
- 好きなお酒はハイボール。
- 芝居をするのが何よりも好き。
- 基本的に長袖で過ごすことが多い。
- 普通自動車運転免許を保有している。

## 出演

### 舞台
2012年
- アドベンチャーミュージカル『三剣士～私を守ってくれるモノタチ～』（3月1日 - 3日、全労済ホールスペース・ゼロ）
- 劇団T-Riot『ビタースウィート・ミラクル』（3月17日 - 18日） - 金山哲郎 役
- 劇団キタ・コレ『ゴー! GO! GANG!!』（6月、ザムザ阿佐ヶ谷） - 桑原譲治 役
- 舞台『秘密の恋』（12月15日、ワタナベエンターテインメントカレッジB館）

2013年
- 劇団T-Riot『ビタースウィート・ウォンテッド』（4月4日 - 7日、池袋GEKIBA）
- STAGE×12 vol.2『ドキュメン？』（5月14日 -17日、赤坂GENKI劇場） - 純平 役
- PROPAGANDA STAGE『獅子』（8月7日 - 11日、池袋シアターグリーンBOX in BOX） - 吉岡健（俳優）、吉田（学生）、群衆、奈良原二等兵、吉井（助監督） 役
- STAGE×12 vol.5『エリア66=俺たちの場所』（9月10日 - 14日、赤坂GENKI劇場） - 海人 役
- 舞台『余白な僕ら』（10月30日 - 11月4日、全労済ホールスペース・ゼロ） - 久保俊 役
- STAGE×12 vol.8『25歳の同窓会』（12月4日 - 7日、赤坂GENKI劇場） - 猿渡孝二 役
- 舞台『歳末ハードコアセール』（12月26日 - 29日、萬劇場） - 棚橋マサ 役

2014年
- STAGE×12 vol.10『ダル・セーニョ』（2月19日 - 22日、赤坂GENKI劇場） - 石田卓也 役
- STAGE×12 vol.12『グランドハウストーキョー』（4月11日 -12日、小劇場B1） - ゲスト出演・石田卓也 役
- ミュージカル『MOMO』（5月15日 - 18日、吉祥寺シアター） - ルカ 役
- 舞台『男女∞人下北沢物語ん。』（6月26日 - 29日、小劇場B1） - 沢村五喜 役
- 0 LIMIT 第2回公演『GO』（8月20日 - 24日、新宿タイニイアリス） - 深津健一 役
- 劇団T-Riot『アジャスターケース』（9月25日 - 28日、阿佐ヶ谷アルシェ ・ 10月31日 - 11月3日、天王寺・阿倍野STAGE＋PLUS） - 万大樹 役
- 舞台「『HYSTERIC 6』（12月2日 - 7日、CBGKシブゲキ!!） - 飛松耕輔 役[6]
- 劇団山本屋「0号」『僕は眠ることを知らない』（12月23日 - 29日、シアター711） - モントー 役[7]

2015年
- 演劇ユニット金の蜥蜴『恋桜』（2月18日 - 22日、築地ブティストホール） - 黒曜・小野篁 役
- 舞台『GRADUATION』（3月18日 - 23日、小劇場B1） - 主演・グース 役
- 舞台『Hide Behind』（5月21日 - 24日、八幡山ワーサルシアター） - 勇輝 役
- Kitty presents vol.2『Little Fandango』（7月8日 - 12日、あうるすぽっと） - ジョージ・コー 役
- SHATNER of WONDER #2『小林少年とピストル』（8月12日 - 16日、CBGKシブゲキ!!） - レオンハルト 役[8]
- 舞台『BIOHAZARD THE STAGE』（10月22日 - 11月1日、EX THEATER ROPPONGI） - レアード 役
- DisGOONie Presents Vol.1舞台『From Chester Copperpot』（『NEW WORLD』）（11月14日 - 29日、東京芸術劇場シアターウエスト） - ロッシュ 役[9]

2016年
- 舞台『下天の華  夢灯り』（5月13日 – 23日、全労済ホールスペース・ゼロ） - 黒田官兵衛 役[10]
- SHATNER of WONDER #4『ソラオの世界』（7月28日 - 31日、Zeppブルーシアター六本木） - クリーチャーズ（カワセミ・その他） 役[11]
- 舞台『Letter2016』（8月31日 - 9月4日、小劇場B1 ・ 9月11日、つくばカピオ） - 主演・溝口譲 役
- 東京ハイビーム vol.10『SHORT GUN SECOND SHOT』（11月9日 - 15日、ステージカフェ下北沢亭）
A公演『恋泥棒～万引きGメン～』 - 万引き男 役 ・『裸で散歩』 - アンカー 役 　
B公演『だましあい』 - 良彦1 役 ・『夕立のいたずら』 - 悟空 役 ・『ゴーストよ、こんにちわ』 - ゴースト 役
- 舞台『まっしろな嘘』（11月19日、原宿PENNY LANE） - 主演・ショウ 役

2017年
- 『ミュージカル「忍たま乱太郎」 第8弾～がんばれ五年生！技あり、術あり、初忍務!!～』（1月7日 - 22日、シアターGロッソ） - 鉢屋三郎 役[12][13]
- 舞台『未来のために。』（5月3日 - 7日、シアター711） - 友幸 役
- 東京ハイビーム vol.11『My Sweet Baby』（5月16日 - 17日、SPACE梟門） - ゲスト出演・代理店社長 役
- 『ミュージカル「忍たま乱太郎」 第8弾～がんばれ五年生！技あり、術あり、初忍務!!～ 再演 』（6月16日 – 7月2日、サンシャイン劇場 ・ 2017年7月21日 - 23日、森ノ宮ピロティホール） - 鉢屋三郎 役[14]
- 四谷天窓×東京ハイビーム 提携企画ロングラン公演『私を殺して…』（8月5,7,8,12,14,19,21,25,26,28日・10月7,8,9日、四谷天窓） - 男(安楽) 役[15]
- ベニバラ兎団  Produce Theatre 15th STAGE『ROMEO and JULIET 〜Reverse〜』（9月2日、サンモールスタジオ） - ゲスト出演・クゲーヌ 役
- 『ミュージカル「忍たま乱太郎」第8弾「忍術学園 学園祭」』（9月22日 - 24日、舞浜アンフィシアター ・ 9月29日 - 10月1日、森ノ宮ピロティホール） - 鉢屋三郎 役[16]
- ポップンマッシュルームチキン野郎『仏の顔も三度までと言いますが、それはあくまで仏の場合ですので 鰹』（10月4日、シアターKASSAI） - ゲスト出演・赤田タクヤ 役[17]
- ポップンマッシュルームチキン野郎『仏の顔も三度までと言いますが、それはあくまで仏の場合ですので 栄螺』（10月5日、シアターKASSAI） - ゲスト出演・赤田百合子 役
- ベニバラ兎団 vol. 22『ICE CREAM GOOD BYE』（10月25日 – 29日、新宿村 LIVE） - 主演・オリコ 役[18]

2018年
- 『ミュージカル「忍たま乱太郎」第9弾～忍術学園陥落！夢のまた夢!?～』（1月6日 - 21日、シアターGロッソ ・ 2月3日 - 4日、春日井市民会館） - 鉢屋三郎 役[19]
- 東京ハイビーム×ベニバラ兎団合同企画『Selection Theater』（2月20日 - 3月10日、四谷天窓・四谷天窓.confort）
東京ハイビームSIDE・A公演『「俺たちの旅路」～サダオシリーズ～』 - 謎の男(ジャイアン) 役 　
東京ハイビームSIDE・B公演『素敵な関係』 - 男(稲垣一郎) 役
ベニバラ兎団SIDE・『～久下恭平独り芝居～「リリアン」』[20]
『おとなりさん』
『ヒューマンライクダミーの行く先』
『リリアン』 - リリアン 役
- ベニバラ兎団 vol. 23『ICE CREAM GOOD BYE 2』(3月28日 - 4月1日、池袋シアターグリーン BIG TREE THEATER)　- 主演・オリコ 役
- 『ミュージカル「忍たま乱太郎」第9弾～忍術学園陥落！夢のまた夢!?～ 再演』（6月15日 - 7月1日、サンシャイン劇場 ・ 7月12日 - 16日、梅田芸術劇場 シアター・ドラマシティ） - 鉢屋三郎 役[21]
- 東京ハイビーム vol.13『Wel come to パラダイス』（8月8日 - 15日、中野ポケットスクウェア･劇場MOMO） - 主演・ミック 役
- FREE(S)『Letter2018』（8月29日 - 9月2日、築地ブティストホール） - 主演・溝口譲 役[22]
- 『ミュージカル「忍たま乱太郎」第9弾「忍術学園 学園祭 2018」』（10月12日 - 14日、舞浜アンフィシアター ・ 10月20日 - 10月21日、NHK大阪ホール） - 鉢屋三郎 役[23]
- もものくまさんプロデュース『怪人哀歌』（10月27日、ウエストエンドスタジオ） - ゲスト出演・ 半田社長 役
- ベニバラ兎団プロデュース"4人芝居"『或る俳優の殺意』(11月21日 - 11月25日、アトリエファンファーレ東新宿) - 主演・小栗潤一 役
- 舞台『もーれつア太郎 木枯らしに踊る花吹雪』（12月19日 - 24日、俳優座劇場） - ネコ丸 役[24][25]

2019年
- ポップンマッシュルームチキン野郎『死が二人を分かつまで愛し続けると誓います』（1月17日 - 29日、シアターKASSAI） - 大谷光一、正田三江 役[26]
- ポップンマッシュルームチキン野郎『二度目の蝶々は遠回りして帰る』（1月17日 - 29日、シアターKASSAI） - アティット、マンゴーキャバレーのダンサー1、不良１ 役[27]
- ベニバラ兎団プロデュース "５" Men's Theater『UNPIECE』（2月20日 - 24日、コフレリオ 新宿シアター） - 主演・ 水原秋広(ジョン)  役
- ベニバラ兎団 vol.25『ICE CREAM GOOD BYE -完結篇- 』（4月3日 - 7日、新宿村 LIVE） - 主演・オリコ 役
- 『心の虹』（4月24日 - 30日、ウッディシアター中目黒） - 勇作 役
- ベニバラ兎団 Selection Theater -Extra edition-『リリアン』（5月2日 - 3日、四谷天窓）
『同窓会』-  ゲスト出演・滝藤ジュンイチ 役
- 東京ハイビーム＋日本放送作家協会60周年企画 ロングランシアター『私を殺して・・・』（5月15日-20日、27日-6月4日、7月19日-21日、四谷天窓） - 男（安楽）、女（マドンナ） 役
- 演劇企画ユニット劇団山本屋CUWPproject vol.0.5 『風を切れ』（6月26日 - 7月3日、ラゾーナ川崎プラザソル） - 主演・葵翔 役[28]
- 東京印公演vol.16『げんせんじゃ～！～宝屋旅館～ 2019』（8月7日 - 12日、CBGKシブゲキ!!） - 有馬正 役[29]
- FREE(S)『Letter2019』（9月18日 - 22日、恵比寿・エコー劇場）- 主演・溝口譲、永田与四雄 役
- ベニバラ兎団 Produce Theater vol.20『ワタシ、シノブカイ。』（10月5日 - 6日、小劇場楽園） - ゲスト出演・相沢先生 役
- スズキプロジェクトバージョンファイブ『壁に挟まった男』（10月30日 - 11月10日、劇場MOMO） - 主演・アイダワタル 役
- FREE(S)『DANDELION』（11月20日 - 24日、アトリエファンファーレ東新宿）- 友志 役
- 東京ハイビーム・プロデュース公演『ティーチャーズ ～職員室より愛を込めて～』（12月25日 - 30日、新宿シアターモリエール） - 主演・高梨純一(カタナシ) 役

2020年
- 『ミュージカル「忍たま乱太郎」第10弾「忍術学園 学園祭」』（1月10日 - 13日、舞浜アンフィシアター ・ 1月17日 - 1月19日、クールジャパンパーク ＷＷホール）- 鉢屋三郎 役[30]
- 『悪因悪果』（3月4日 - 8日、俳優座劇場）- 椎名佐助 役[31]
- メロトゲニpage.6『』（6月17日 - 21日、小劇場楽園）- 主演・役　※公演中止
- 演劇企画ユニット劇団山本屋20周年記念公演「8号」『ハイイロノクロ』（7月22日 - 7月28日、東京芸術劇場シアターウエスト）- 主演・ハクト 役 ※公演延期
- 『Letter-Re:start-』（9月3日 - 6日、ウッディシアター中目黒）- 主演・溝口譲、永田与四雄 役
- 東京ハイビーム・プロデュース公演『「気分はハイビーム！」〜配信もしちゃうぞ！〜』（9月29日 - 10月4日、コフレリオ新宿シアター）
A公演
『思い出のベンチ』 - 男 役
『夕立のいたずら』 - 猪八戒 役
B公演
『はなしあい』 - 隆志1 役
C公演
『圧迫面接』 - 山田コウジ 役
『天使の誘惑』 - 男(ヤマグチヨシヒコ) 役
D公演
『裸で散歩 〜サダオシリーズ1〜』 - サダオ 役
- AskプロデュースVol.25 バッキャローシリーズseason3『「丘のバッキャロー！！」～日本を代表する「甲州ワイン」の奇跡～ <前編>』（10月28日 - 11月3日、池袋シアターグリーン BIG TREE THEATER） - 主演・雨宮大地 役[32]
- 舞台『左ききのエレン 〜横浜のバスキア篇〜』（11月25日 - 29日、横浜市泉区民文化センター テアトルフォンテ） - 神谷雄介 役[33]
- 東京ハイビーム 10周年記念公演 vol.16『SHORT GUN 5th SHOT』（12月8日 - 13日、SPACE雑遊）
A公演
『素敵な同窓会』 - 高野健太(ケンタ) 役
B公演
『その扉は開けないで 〜サダオシリーズ2〜』 - コウジ 役

2021年
- 舞台『左ききのエレン 〜バンクシーのゲーム編〜』（1月21日 - 24日、六行会ホール） - 神谷雄介、ミッチー 役[34]
- 東京印公演vol.20『蒼い薔薇のシグナル 2021』（3月3日 - 3月7日、中野ザ・ポケット）- ルキア 役
- 男〆天魚vol.7『地獄』（4月28日 - 5月2日、中野ザ・ポケット）- フェラガモ 役[35]　※公演中止
- 舞台『YOSHITSUNE 廻』（5月26日 - 5月30日、北千住天空劇場）- 佐藤忠信 役
- 劇団シアターザロケッツ第十二回舞台公演『山田家は引っ越さない』（7月14日 - 7月25日、中野ザ・ポケット）- 佐藤博己 役
- 舞台『Letter2021―絆KIZUNA―』（8月17日 - 8月22日、中野ザ・ポケット ）- 主演・溝口譲、永田与四雄 役[36]
- スズキプロジェクトバージョンファイブ本公演 2021『川岡が来ないZ！！』（9月15日 - 9月26日、テアトルBONBON）- 主演・大村良太 役[37]
- ベニバラ兎団 vol.27『STARGAZER』（11月11日 - 14日、六行会ホール） - トリプル主演・バイオ 役[38]
- 『ミュージカル「忍たま乱太郎」第12弾「忍術学園 学園祭」』（12月3日 - 5日、あましんアルカイックホール・ 12月17日 - 12月23日、明治座 ）- 鉢屋三郎 役[39]
- ピーズラボ『ジャングルジャングル6』（2021年12月11,12日、コフレリオ新宿シアター）
12/11(土)
『尋問』 - ゲスト出演・6号 役
12/12(日)
インプロバトル - ゲスト出演

2022年
- 東京印公演vol.22『雨月 ～見えるものだけが真実ではない～』（2月9日 - 13日、中野ザ・ポケット） - 蒼汰 役　※公演中止
- 第32回下北沢演劇祭参加作品『リリアン-2022-』（2月18日 - 20日、小劇場楽園）
『おとなりさん』
『ヒューマンライクダミーの行く先』
『リリアン』 - リリアン 役
- キ上の空論 #15『朱の人』（4月13日 - 17日、本多劇場） - 亜月 役[40]
- AskプロデュースVol.27 バッキャローシリーズseason3 バッキャローシリーズ第7弾・第8弾（後編）『「雫のバッキャロー！！」～山梨と山形で、ワインに人生を掛けた家族たちの物語～』（5月11日 - 5月17日、池袋シアターグリーン BIG TREE THEATER） - 雨宮大地 役[41]
- 舞台『左ききのエレン 〜エレンの帰還編〈EREN IS BACK〉〜-最終章-』（6月29日 - 7月3日、六行会ホール） - 神谷雄介 役
- 東京ハイビ－ムPresents 第33回池袋演劇祭大賞受賞公演『OH！Myゴ－スト』（8月31日 - 9月4日、豊島区立舞台芸術交流センター）
『ボ－ト部』 - ワタル 役
『ダンス部』 - 桂木孝一(コーチ) 役
- LOGOTyPEプロデュース ミュージカル『クロスフレンズ』（9月29日 - 10月2日、IMAホール） - ハンス・ハルバート 役[42]
- 劇団シアターザロケッツ第十四回舞台公演『エスパーの卒業式』（10月19日 - 10月23日、六行会ホール） - 十和田翔 役
- 演劇企画ユニット劇団山本屋「10号」『不器用な三角形は足枷を喰いちぎる』（12月7日 - 11日、シアター・アルファ東京） - オトズレ 役　※12月9日 - 11日の公演は中止

2023年
- 東京印vol.23　舞台『あの春の約束を歩き出す君のために2023 ～あなたが大切な人に届けたいものはなんですか～』（2月8日 - 12日、中野ザ・ポケット） - 主演・タロウ 役[43]
- 舞台『ラストアンコール～死者の夜明け～』（3月23日 - 4月2日、銀座博品館劇場） - 杏一郎 役[44]
- 第8回新人シナリオ発掘プロジェクト　舞台『「追憶映画館」～オムニバス4作品～』出演：「しし座流星群」（A・B）、「ポップコーン」（A)（4月19日 - 23日、中目黒トライ） -
『しし座流星群』 - 志木耕介 役
『ポップコーン』 - 狭山潤平 役
- 舞台『珈琲いかがでしょう』（5月17日 - 21日、シアター1010） - 杉三平（通称・ぺい） 役[45][46]
- キ上の空論 10周年記念公演『幾度の群青に溺れ』（7月5日 - 9日、紀伊国屋ホール） - 堀江 役[47]
- 東京印公演vol.24　舞台『おにぎりの結び方 ～全ての物語がここから始まる～』（9月6日 - 10日、テアトルBONBON） - 主演・西園寺優弥 役[48]
- 電動夏子安置システム第46回本公演『オスカーの教室』（10月12日 - 15日、駅前劇場） - 正時義刻 役[49]
- スズキプロジェクトバージョンファイブ10周年本公演『サラバ演劇世界』（11月24日 - 12月3日、サンモールスタジオ） - 北コウジ 役
- 『ミュージカル「忍たま乱太郎」第13弾「忍術学園 学園祭」』（12月8日 - 10日、TACHIKAWA STAGE GARDEN・12月15日 - 17日、COOL JAPAN PARK OSAKA TTホール）- 鉢屋三郎 役[50][51]

2024年
- 演劇企画ユニット劇団山本屋「11号」誰とも戦わない凛をなぞって〜電車は下北沢からフランス行きへ〜（1月10日 - 14日、下北沢駅前劇場） - 円海、乙一護(過去) 役[52][53]
- 東京印公演vol.25『蒼い薔薇のシグナル 2024〜人は燃え尽きるから面白い〜』（2月28日 - 3月3日、中野ザ・ポケット）- ルキア 役[54]
- ことのはbox第21回公演『見よ、飛行機の高く飛べるを』（3月28日 - 31日、東京芸術劇場 シアターウエスト） - 新庄洋一郎 役[55]
- ハイビームPresents ロングランシアター『私を殺して…』（4月5日 - 12日 , 6月18日 - 27日 , 9月28日 - 29日、地中海料理&ワイン showレストラン ガルロチ） - 安楽 役
- 『ミュージカル「忍たま乱太郎」第14弾 五年生！ 対 六年生！～お宝を探し出せ！！～』（5月17日 - 6月2日、シアターGロッソ・6月8日 - 9日、愛知県幸田町民会館) - 鉢屋三郎 役[56]
- 東京印公演 vol.26『雨月』UGETSU～悪魔の証明～（7月24日 - 28日、中野ザ・ポケット） - 主演・ 蒼太 役[57]
- 劇団シアターザロケッツ プロデュース公演 vol.10『雨のち晴れ』（8月21日 - 25日、中野ザ・ポケット） -  主演・大塚陽介 役
- キ上の空論 獣三作三作め『緑園にて祈るその子が獣』（9月11日 - 16日、本多劇場） - 女子2、信者1、中村、プレイヤー 役[58]
- ミュージカル『忍たま乱太郎 第14弾 五年生！対六年生！～お宝を探し出せ！！〜 再演』(10月19日 - 11月4日、シアターGロッソ・11月9日 - 12日、COOL JAPAN PARK OSAKA TTホール) - 鉢屋三郎 役[59]
- 劇団シアターザロケッツ第17回舞台公演『そのアパートでは変身できない』（11月24日、六行会ホール） - ゲスト出演・ 早乙女ユウ 役
- Bobjack Theater vol.28『私たちはまだまだ平気』（12月18日 - 22日、上野ストアハウス） - W主演・逢坂嵐 役[60]

2025年
- 『ミュージカル「忍たま乱太郎」第14弾「忍術学園 学園祭」』（1月17日 - 19日、森ノ宮ピロティホール・1月24日 - 26日、TACHIKAWA STAGE GARDEN）-  鉢屋三郎 役[61][62]
- 『ミュージカル「忍たま乱太郎」 五年生単独ライブ ～どうやら本当にやるらしい～』（2月7日 - 8日、KT Zepp Yokohama) - 鉢屋三郎 役[63]
- スズキプロジェクトバージョンファイブ本公演『極道シアターカンパニー』（3月1日 - 9日、中目黒ウッディシアター）- 鮫貝 役
- 東京印vol.27『THEATER ～君に会いたい～』（4月30日 - 5月4日、中野ザ・ポケット） -  主演・カイト 役 [64]
- 劇団シアターザロケッツ プロデュース公演 vol.11『シャンパンタワーが立てられない』（5月21日 - 25日、中野ザ・ポケット）- カツオ : 館林博己 役[65]
- Daisy times produce『カミシバイ -開- 』（6月25日 - 29日、六行会ホール）- 神楽アキ 役
- 久下恭平プロデュース 舞台『なるべく派手な服を着る』（7月25日 - 28日、吉祥寺シアター）- 久里一二三 役[66]
- 山木久下マブダチ企画 第一回公演『あの日』（8月20日 - 24日、下北沢OFF･OFFシアター、作・演出 : 長戸勝彦）
- こわっぱちゃん家『nitehi:kedo』（9月10日 - 14日、Route Theatre）
- 無情報（ノーインフォメーション）『B列車で行こう』（11月13日 - 16日、六行会ホール）

### 映画
- 『ゲームセンターCX THE MOVIE 1986 マイティボンジャック』（2014年）
- 『全開の唄』（2015年）
- 『HIGH&LOW THE MOVIE』（2016年）
- 『Hide Behind』（2017年） - 勇輝 役[67]
- Soft Boiled Theater-4 映画上映×舞台上演『カルテットルーム』（2021年）- 佐久間大地 役

### イベント
2013年
- AFTER FIVE（2013年6月26日、UNDER DEER Lounge） - MC
- 生男ch 番外公開放送～余白な僕ら～（2013年8月25日、新宿ロフトプラスワン）
- Kitty Presents COUNTDOWN2013-2014「kittyでないと!／Limiter」（2013年12月31日、川崎club CITTA'）

2014年
- 地獄型人間動物園VSアンダーバー星（2014年10月26日、Zeppブルーシアター六本木） - アンダーバーの部下 役

2015年
- Kitty Presents 『Kitty the world』（2015年12月30日、新宿FACE）

2016年
- 小笠原健＆久下恭平＆長江崚行のまるごと60分 舞台『下天の華 夢灯り』特番！（2016年4月25日 配信、ニコニコ生放送）
- 『2.5フェス(仮)』（2016年12月3日）- 忍術学園五年生（佐藤智広、山木透、吉田翔吾、久下恭平、栗原大河）

2017年
- CASTSIZE SPECIAL TALK LIVE（2017年2月26日、渋谷eggman） - 出演者（山木透、佐藤智広、吉田翔吾、久下恭平、栗原大河）
- 「忍ミュ」春のファン感謝祭 ～素顔の五年生全員集合！の段～（2017年4月6日 - 7日、品川プリンスホテル クラブeX）
- 久下恭平＆山木透 ～一緒に♡温泉ツアー！～㏌鬼怒川（2017年5月20日 - 21日）
- 映画『Hide Behind』特別企画・トークライブ（2017年7月11日、スタジオベイド 下北沢店）
- 舞台『私を殺して…』トークショー（2017年10月6日、四谷天窓）
- 久下恭平 朗読劇イベント（2017年11月4日 – 5日、四谷天窓・四谷天窓.comfort）朗読劇『雪月花。――その時、最も君を憶う。』 - アキ 役

2018年
- J-CULTURE FEST／にっぽん・和心・初詣NINJA ～心・技・体～（2018年1月2日、東京国際フォーラム） - ミュージカル忍たま乱太郎[68]
- 「忍ミュ」春のファン感謝祭2018 ～素顔の五年生全員集合！の段～（2018年4月17日、愛知 : 名古屋市芸術創造センター・18日、京都 : 京都テルサ テルサホール・19日、兵庫 : 神戸市立灘区民ホール 大ホール・20日、大阪 : 大阪府立男女共同参画・青少年センター・24日、新潟 : 新潟市民プラザ・26日、宮城 : トークネットホール仙台 小ホール・28日、福島 : とうほう・みんなの文化センター 小ホール・5月12日 - 13日、東京 : シアターGロッソ）[69]
- SHAZNA Live 2018 LOVERS LOVER Ⅱ ～SECOND～（2018年4月29日、新宿BLAZE）
- 久下恭平&山木透～一緒に♡温泉ツアー！vol.2～in群馬（2018年5月19日 - 20日）
- 久下恭平&山木透２人だけの！初めてのトークＳＨＯＷ☆サービス満載☆（2018年7月7日、日仏会館ホール）
- メロトゲニPage.3『苦いアーモンドのかじり方。』アフターイベント「久下恭平とかじっちゃお！アーモンドとおしばいとあの頃」（2018年9月14日、Geki地下Liberty）
- そりパvol.12 ～Trick or Treat～【第1部】（2018年11月3日、音部屋スクエア）
- 『Letter2018』DVD発売懇親会（2018年11月10日 - 11日、スタジオ FREE-(S)-TYLE）
- 『ICE CREAM GOOD BYE 1&2』DVD発売記念お渡し会（2018年12月10日、下北沢Half Moon Hall）

2019年
- 久下恭平＆山木透～一緒に♡温泉ツアー！vol.3～in長野（2019年6月15日 - 16日）
- 久下恭平＆山木透　バスツアー振り返りトークイベント2019★DVDお渡し会あるよ★（2019年9月7日、関内ホール 大ホール）
- 『Letter2019』DVD発売記念イベント（2019年12月8日、スタジオ FREE-(S)-TYLE）

2020年
- Stokes/Park 2nd『フィルタリング』アフターイベント「素トークでスパーク〜久下恭平と懐かしむ！あの頃の酸いも甘いもあれもこれも…〜」（2020年1月31日、OFFOFFシアター）
- コロナに負けるな！『舞台 左ききのエレン-横浜のバスキア篇- スペシャルトークライブ』【第1部】（2020年5月1日、配信 ニコニコ生放送）
- 久下恭平＆山木透～一緒に♡温泉ツアー！vol.4～（2020年5月16日 - 17日）※延期
- ミュージカル「忍たま乱太郎」オンライン忍務はじめます！～6月6日の段～（2020年6月6日、配信 ニコニコ生放送）[70]
- 演劇企画ユニット 劇団山本屋20周年記念公演「8号」『ハイイロノクロ』Live stream theater無観客・特別生配信イベント「Alive of Haiiro No Kuro」（2020年7月28日、配信、ラゾーナ川崎プラザソル）
- 久下恭平1st DVD『七変く化』発売記念イベント（2020年9月19日、心斎橋HMV&BOOKS SHINSAIBASHI・20日、渋谷HMV&BOOKS SHIBUYA）
- 久下恭平1st DVD『七変く化』売切れ御免オンラインサイン会（2020年11月15日、配信）

2021年
- 『久下恭平めんばーずさいと新年会(仮)』（2021年1月6日、配信）
- 『1月にやるはずだった公演が、延期になったので、公開顔合わせ』（2021年1月31日、シアター711）
- 『久下恭平感謝祭 2021 ～絶対にバースデーイベントではございません～』（2021年10月3日、グレースバリ池袋）
- そりパvol.28【第1部】（2021年12月13日、四谷３丁目ドリームシアター）

2022年
- 『山木透の”ちょっと遅い”27th バースデーイベント』【第3部】（2022年2月27日、中野サンプラザ）
- 『REIZI 27TH BIRTHDAY EVENT 2022』【1部】（2022年5月21日、カラオケの鉄人 銀座店）
- 『久下恭平×KINGLYMASK コラボ&1日店長イベント』（2022年8月6日、KINGLYMASK原宿本店）
- 久下恭平＆山木透～一緒に♡温泉ツアー！vol.4～in伊東温泉（2022年11月5日 - 6日）

2023年
- 『山木透28thバースデーイベント』【第3部】（2023年2月25日、中野サンプラザ 11Fブロッサムルーム）
- 吉田翔吾 FAN MEETING『BLUE』【1部】（2023年9月16日、上野Untitled）
- 久下恭平＆山木透～一緒に☆温泉ツアー！Vol.5～in 熱海温泉（2023年11月4日 - 5日）

2024年
- 『芝居をしない、芝居の日。』（2024年1月20日、下北沢DY CUBE）
- ありがとう20代 TBT~とーる ばーすでー たいむ~ 【第3部】(2024年1月27日、原宿ストロボカフェ)
- 『ミュージカル「忍たま乱太郎」 第14弾直前！〜ファンミーティングの段〜』（2024年3月4日 - 5日、シアターGロッソ）
- 『久下恭平×KINGLYMASK コラボ&1日店長イベント』（2024年6月22日、KINGLYMASK原宿本店）
- 『第4回ミュージカルで表現する「忍たま乱太郎」の世界』（2024年9月17日、NHKカルチャー梅田教室）[71]
- ミュージカル「忍たま乱太郎」第14弾 再演 「五年生！対 六年生！～お宝を探し出せ！！～」上演記念ニコ生特番（2024年10月5日、ニコニコ生放送にて生配信）

2025年
- 山木透バースデーイベント『TBT〜憧れの30代突入〜』（2025年2月15日、シアターマーキュリー新宿）- 2部ゲスト
- 『芝居をしない、芝居の日。vol.2』（2025年3月29日、上野Untitled）
- 久下恭平＆山木透 ～絶景と癒し♡温泉ツアー！vol.6～ in千葉（2025年10月4日 - 5日）

### 映像
- IPA 独立行政法人 情報処理推進機構『3つのかばん－新入社員が知るべき情報漏えいの脅威－』（2014年） - 杉村勝 役[72]
- 『オフショア編』～2人を結ぶ絆～ K-STONES-SEVEN MOVIE Vol.２（2014年） - 今田聡 役[73]
- 劇団東京ハイビーム『気分はハイビームリモートダンスver』（2020年）[74]
- 劇団Zooooom! 7th『今宵、夜空の片隅で』（2020年6月24日 - 25日 配信、Zoom） - 冴木康二 役
- 朗読劇『星降る街』（2020年7月7日 - 13日 配信、OPENREC.tv） - 和彦 役[75][76]
- 劇団Focus! 1st『今宵、夜空の片隅で』（2020年8月3日 配信、Zoom） - 冴木康二 役
- 劇団Focus! 2nd『今宵、夜空の片隅で～また来ちゃいました～』（2020年8月12日 - 13日 配信、Zoom） - 冴木康二 役
- 劇団Focus!『親父の相談』（2020年8月25日 配信、Zoom） - カメタネオ 役
- アイビス・プラネットプロデュース 朗読文学シリーズ #5『深淵なる東』（2020年）[77]
- 劇団Focus! 6th『今宵、夜空の片隅で～また来ちゃいます？～』（2020年9月8日 - 9日 配信、Zoom） - 冴木康二 役
- 久下恭平1st DVD『七変く化』（2020年）[78]
『芽吹き』
『理念を持ち……』
『抗い』
『酒と役者と酔っ払い』
『求不得苦』
『オタクの恋』
『追憶』
- 劇団Focus×丘のバッキャロー!! コラボ公演 9th『大地くんと日野林さん』（2020年10月16日 配信、Zoom） - 雨宮大地 役
- ピーズラボVol.1『ジャングルジャングル』（2020年11月12日 配信、twitcasting） - ゲスト出演
- 劇団Focus! 15th『今宵、夜空の片隅で～また来ちゃったんですが何か？～』（2021年12月21日 - 22日 配信、Zoom） - 冴木康二 役
- 劇団Focus! 17th『今宵、夜空の片隅で～またチョコっと来ちゃいました♪～』（2021年2月8日 - 9日 配信、Zoom） - 冴木康二 役
- 劇団Focus! 20th『俺たちは昔、子供だった 前編』（2021年3月29日 - 30日 配信、Zoom） - 小田切義人 役
- 劇団Focus! 20th『俺たちは昔、子供だった 後編』（2021年4月13日 配信、Zoom） - 小田切義人 役
- 男〆天魚vol.7『地獄』（2021年5月2日 配信、Confetti Streaming Theater）- フェラガモ 役
- ピーズラボ『ジャングルジャングル3』（2021年6月2,4日 配信、twitcasting） - ゲスト出演

### ラジオドラマ
- ラジオ日本「カフェ・ラ・テ」『ドア、開けていただけません？』 （2017年3月26日 放送）- サトウ 役

### ボイスドラマCD
- 『NO TRAVEL,NO LIFE』<ASIA 編>  （2020年）- サン、トム、その他 役[79]

### テレビ
- CX『週末ふらっとデート』（2016年12月3日 放送） - フウマ 役
- NHK総合『ぐるっと関西おひるまえ』（2024年9月18日 放送）

### ドラマ
- EXドラマ『陽はまた昇る』（2011年）
- BeeTV『彼は、妹の恋人』（2011年）
- TBSドラマ『恋愛ニート〜忘れた恋のはじめ方』（2012年）
- TXドラマ『牙狼』（2012年）
- CXドラマ『世にも奇妙な物語』（2012年）

### PV
- フレンチ・キス 3rd Singleカップリング「君なら大丈夫」（2011年）
- 『東京プリンスホテル』（2011年）
- 『KARA』ライブ映像（2013年）
- NAME is KINAKO 6th music『Gummy Gummy』（2019年）[80]

### 雑誌
- キャストサイズVol.17（2017年6月23日発行）
- キャストサイズVol.18（2017年11月30日発行）